# Scolochilus
Scolochilus – rodzaj chrząszczy z rodziny kózkowatych i podrodziny zgrzypikowych.

## Zasięg występowania
Przedstawiciele tego rodzaju występują w Gujanie Francuskiej oraz w Brazylii.

## Systematyka
Do Scolochilus należą 2 gatunki:
- Scolochilus lautus
- Scolochilus maculatus